# Halba
Halba (en árabe : حلبا) es la capital de la gobernación de Akkar en la República del Líbano , se encuentra ubicada cerca de la frontera con Siria.
La población en su mayoría es musulmana, Halba es sunita, tiene una población minoritaria cristiana ortodoxa griega y cristiana maronitas. Cuenta con seis establecimientos educativos, cuatro de ellos son públicos, tiene tres hospitales, uno de ellos es público, tiene 27 empresas con más de cinco empleados.